# Thabanchuia
Thabanchuia is een geslacht van uitgestorven dvinosauride temnospondyle Batrachomorpha (basale 'amfibieën') binnen de familie Tupilakosauridae. Het is bekend uit de Lystrosaurus Assemblage Zone in Thaba N'chu, Vrijstaat, Zuid-Afrika. 
Het geslacht bevat als enige soort Thabanchuia oomie, de typesoort, benoemd door Anne Warren-Howie in 1998. De geslachtsnaam is afgeleid van de vindplaats Thaba N’chu, de 'zwarte berg' in het  Sotho. De soortaanduiding is het Afrikaans voor 'oompje' zoals zijn medewerkers James W. Kitching noemden. Warren dacht erover een volledige Sothonaam te gebruiken maar mketuyamalome dat Bernard Battail suggereerde betekent 'kikker van de oom van mijn moederzijde' wat haar bij nader inzien ongepast leek.
Het holotype is UCMP 42780, een schedel met onderkaken, kieuwbogen, schoudergordel en wervels. Toegewezen zijn de specimina UCMP 42777: een gedeeltelijk skelet, UCMP 42781: een gedeeltelijk skelet en UCMP 42778: een reeks wervels met ribben. De fossielen werden in 1947 opgegraven door Frank E. Peabody en C.L. Camp.
Thabanchuia is een kleine soort. De schedel is maar twee centimeter lang. Het profiel is tongvormig met een stompe snuit. In de wervels zijn de intercentra en pleurocentra ringvormig.